# Poligono sperimentale e di addestramento interforze Salto di Quirra

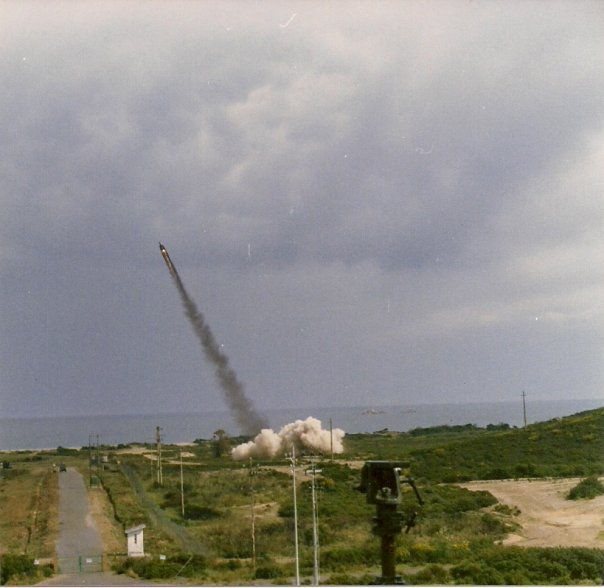
Start einer Kurzstreckenrakete vom Typ MGM-52 Lance bei Capo San Lorenzo

Das Poligono sperimentale e di addestramento interforze Salto di Quirra (PISQ) („Erprobungs- und Übungsplatz der Streitkräfte Salto di Quirra“) ist ein militärisches Sperrgebiet in der Landschaft Salto di Quirra an der Ostküste Sardiniens. Es umfasst einen Truppenübungsplatz und einen Raketenstartplatz. Die Kommandantur des PISQ befindet sich in Perdasdefogu.

## Lage
Der knapp 120 km² große Truppenübungsplatz befindet sich auf der Hochebene des Salto di Quirra zwischen den Orten Perdasdefogu im Norden, Ballao im Westen und Villaputzu im Süden (⊙). Östlich führt entlang der Küste die Staatsstraße 125 vorbei. In der Mitte des Übungsplatzes befindet sich der Monte Cardiga und einige andere Hügel.
Von dem Übungsplatz durch die SS 125 getrennt liegt direkt am Meer zwischen Capo San Lorenzo im Süden und Capo Bellavista im Norden der rund 20 km² große Bereich des Raketenstartplatzes Capo San Lorenzo (⊙). Das im Osten vorgelagerte Seegebiet wird bei Bedarf weiträumig gesperrt.

## Nutzung
Im Gegensatz zu einer vergleichbaren Einrichtung bei Teulada dient der im Jahr 1956 in Betrieb genommene Übungs- und Raketenstartplatz Salto di Quirra auch zur Erprobung von Wehrmaterial.
Die italienische Armee testet in Salto di Quirra u. a. komplexe Waffensysteme, insbesondere von Fahrzeugen, Flugzeugen und Schiffen abgefeuerte Raketen. In Norditalien stationierte und mit Raketen verschiedener Art ausgerüstete Einheiten und Verbände kamen und kommen zum jährlichen Ausbildungsschießen (Annual Service Practice) nach Salto di Quirra. Bis 1991 wurde hier mit dem Waffensystem MGM-52 Lance geschossen, bis 2006 auch mit Flugabwehrraketen vom Typ Nike Hercules (bis 1966 mit dem Vorgänger Nike Ajax auf der McGregor-Range in New Mexico), mit anderen Waffensystemen (u. a. Spada, SAMP/T) wird es noch immer durchgeführt. Zu den hier getesteten Waffen zählte die ballistische Mittelstreckenrakete Alfa für das italienische Kernwaffenprogramm und die Anti-Schiffs-Rakete AS.34 Kormoran.
Auf dem Truppenübungsplatz im Landesinneren üben Heeresverbände auch mit scharfer Munition. Fliegende Verbände nutzen ihn als Luft-Boden-Schießplatz. Spezialeinheiten üben auf dem Gebiet des Raketenstartplatzes amphibische Operationen und wechseln dann auf den Truppenübungsplatz bei Perdasdefogu. Bei Bedarf werden auch im Landesinneren zusätzlich Gebiete vorübergehend gesperrt.
Anfang der 1980er Jahre nutzte auch die deutsche Bundeswehr das Gelände mit dem Flugabwehrpanzer „Gepard“ für Übungen mit scharfem Schuss. Auch heute nutzt die Bundeswehr noch sporadisch den Platz für Übungen für Auslandseinsätze. Daneben kann das Gelände und seine Einrichtungen auch von Rüstungsunternehmen und anderen zivilen Stellen zu Forschungszwecken verwendet werden (z. B. Start von Skylark-Raketen zur Erforschung der Hochatmosphäre).
Obwohl sich bei Perdasdefogu und nördlich des Sperrgebietes bei Tortolì kleinere Flugplätze befinden und ansonsten die luftgestützten Übungen und Experimente u. a. auch von den Militärflugplätzen in Decimomannu und Pratica di Mare abgewickelt werden, soll nordwestlich des Monte Cardiga ein weiterer Flugplatz entstehen, wo man vor allem unbemannte Luftfahrzeuge erproben will.

## Auswirkungen
Die Menschen in der Umgebung des Sperrgebiets haben wiederholt gegen militärische Übungen und Experimente protestiert. Ein von der italienischen Armee und der Regionalregierung Sardiniens paritätisch besetztes Gremium versucht seit einiger Zeit, die Nutzung der Truppenübungsplätze und der sonstigen militärischen Einrichtungen auf der Insel auf eine für alle Beteiligten akzeptable Weise zu regulieren.
Unter anderem soll es bei Militärangehörigen und Anwohnern zu einem Anstieg der Krebserkrankungen gekommen sein.
Seit Anfang des Jahres 2011 ermittelt die Staatsanwaltschaft von Lanusei, der nächsten größeren Stadt, gegen die Betreiber des Schießplatzes von Salto di Quirra wegen des Verdachts auf Umweltverseuchung und vielfacher fahrlässiger Tötung. Ermittelt wird zudem gegen Mitarbeiter des Prüfungsunternehmens Société Générale de Surveillance. Ihnen wird vorgeworfen, dem Schießplatz wider besseres Wissen eine hohe Umweltverträglichkeit bescheinigt zu haben.
Die Staatsanwaltschaft vermutet, dass das gesamte Sperrgebiet und die Äcker rund um das Militärgelände bei Waffentests mit umweltschädlichen und krebserregenden Substanzen verseucht worden sind, unter anderem mit Uranmunition aus abgereichertem Uran (depleted uranium). So wurden beispielsweise zwischen 1986 und 2003 Panzerabwehrlenkwaffen vom Typ MILAN über 1100 mal auf dem Gebiet verschossen. Sie enthalten das radioaktive Thorium. Darüber hinaus sollen auf dem Sperrgebiet ausrangierte Kriegswaffen und Altmunition unsachgemäß oder illegal entsorgt oder gesprengt worden sein.
Nach mehrjährigen Bemühungen um eine Verbesserung der Umweltsituation und um einen umweltverträglicheren Übungs- und Erprobungsbetrieb erhielt das PISQ im Januar 2016 die Umweltzertifizierung UNI EN ISO 14001:2004.

## Weitere militärische Sperrgebiete auf Sardinien
- Capo Teulada bei Carbonia: Truppenübungsplatz
- Capo Frasca bei Oristano: Luft-Boden-Schließplatz
- Luftraum südwestlich von Capo Frasca: Luftkampfübungsraum
- Cagliari: 2 große Treibstofflager, Marinestützpunkt
- Decimomannu bei Cagliari: Militärflugplatz
- La Maddalena: Ital. Marinestützpunkt, bis 2008 Atom-U-Boot-Basis der US Navy
- Insel Tavolara bei Olbia: Fernmelde- und Abhörzentrum mit Längstwellensender ICV
- Capo Marrargiu/Poglina bei Alghero: Centro addestramento guastatori, Ausbildungszentrum für Spezialeinheiten und den italienischen Nachrichtendienst AISE

## Film
- Sardiniens tödliches Geheimnis, Dokumentarfilm von Birgit Hermes, ZDF 2012, 29 Min.
- Materia oscura, Dokumentarfilm von Massimo D'Anolfi und Martina Parenti, Italien, 2013, 78 Min.